# Habileté numérique

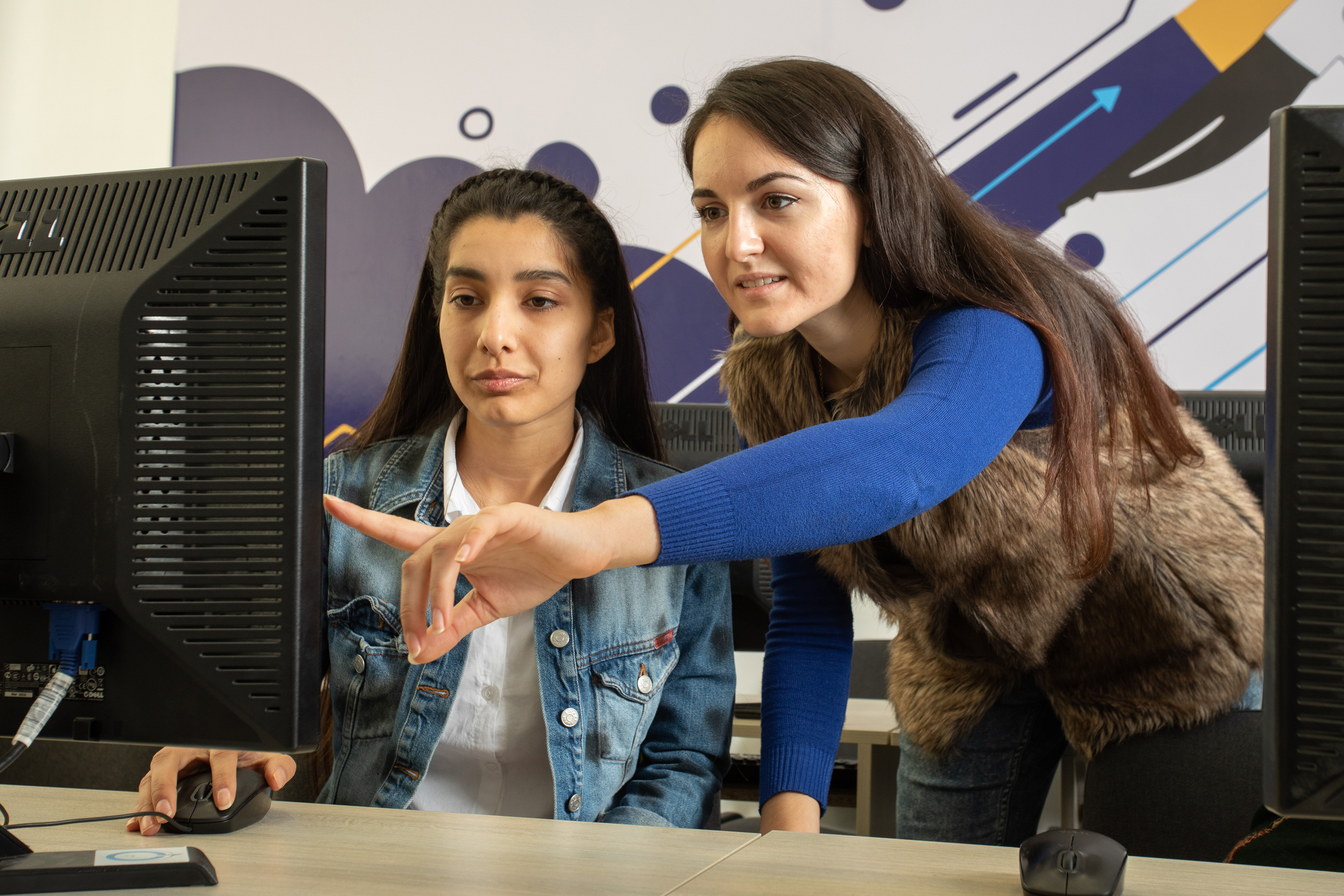
Un cours d'informatique.

L'habileté numérique, parfois appelée alphabétisation numérique, est une composante de l'éducation aux médias. Il fait référence à la capacité d'un individu à trouver, évaluer, produire et communiquer des informations claires par le biais de l'écriture et d'autres formes de communication sur diverses plateformes numériques. La culture numérique met en valeur les compétences en grammaire, informatique, écriture et dactylographie d'un individu sur des plateformes telles que les médias sociaux et les sites de blogs. L'habileté numérique inclut également d'autres appareils, tels que les smartphones, les tablettes, les ordinateurs portables et les ordinateurs de bureau.
Alors que la culture numérique se concentrait initialement sur les compétences numériques et les ordinateurs autonomes, elle s'est davantage tournée vers les périphériques réseau, notamment Internet et l'utilisation des médias sociaux. L'alphabétisation numérique ne remplace pas les formes traditionnelles d'alphabétisation, mais repose sur les compétences qui constituent le fondement des formes traditionnelles d'alphabétisation. Les gens utilisent les médias numériques pour toute une gamme d'activités : exploration, connexion, création et apprentissage. Selon Microsoft, la culture numérique aide les apprenants à acquérir une compréhension essentielle d'équipements sophistiqués tels que les ordinateurs personnels. Les cours les aident à utiliser la technologie pour compléter leur quotidien et à devenir plus productifs. La maîtrise de la technologie inclut les pratiques sociales, éthiques et perspicaces inhérentes à l'éducation, au travail, aux loisirs et à la routine quotidienne. La Société internationale pour la technologie dans l'éducation définit des paramètres pour la culture numérique autour de six points de repère. Celles-ci comprennent l'innovation, la communication et la coopération, la recherche et l'information, la pensée critique, la résolution de problèmes et la prise de décision, la citoyenneté numérique et les concepts et opérations technologiques.

## Concepts académiques et pédagogiques
Du point de vue des compétences, l’alphabétisation numérique repose sur l’alphabétisation, la fluidité et la maîtrise des compétences nécessaires pour utiliser Internet. D'un point de vue académique, l'alphabétisation numérique fait partie de la matière informatique aux côtés de l'informatique et des technologies de l'information.
L'alphabétisation numérique est une nouvelle alphabétisation et peut être décomposée en plusieurs sous-alphabétisations. Une de ces décompositions considère la culture numérique comme englobant la culture informatique, la culture réseau, la culture informationnelle et les médias sociaux. Les conceptualisations antérieures de la littératie numérique mettaient l'accent sur les compétences pratiques associées à l'utilisation d'ordinateurs (désormais assimilées à la littératie informatique). Celles-ci incluent les compétences matérielles, telles que la connexion de périphériques, et les compétences logicielles, telles que l'utilisation de packages d'application. Les conceptualisations contemporaines de la culture numérique s'ajoutent à ces compétences traditionnelles et englobent les connaissances, les compétences, les attitudes et les comportements, en particulier en ce qui concerne les appareils en réseau (notamment les smartphones, les tablettes et les ordinateurs personnels). La culture numérique diffère de la culture informatique de plusieurs manières importantes. Bien que cela englobe les compétences pratiques incorporées dans les connaissances informatiques, il met beaucoup plus l'accent sur les aspects sociologiques, politiques, culturels, économiques et comportementaux des technologies numériques.
En tant qu’approche pédagogique dans la conception des programmes d’enseignement, la mise en œuvre de la culture numérique présente des avantages considérables. Internet est à la fois une source d’information et de communication qui a connu une croissance exponentielle internationale. Par la suite, l’intégration de la technologie dans la salle de classe de manière significative expose les élèves à un éventail de pratiques d’alphabétisation, appelées alphabétisations multiples, qui élargit leur vision et élargit le spectre d’informations et de connaissances extrêmement constructives. Cette méthodologie englobe la théorie constructiviste de l'apprentissage (Bruner, 1978) selon laquelle les apprenants puisent dans leurs connaissances pour construire de nouveaux apprentissages.
Compte tenu des nombreuses implications variées de la culture numérique sur les étudiants et les enseignants, la pédagogie a réagi en mettant l'accent sur quatre modèles spécifiques de participation aux médias numériques. Ces quatre modèles sont la participation de texte, la rupture de code, l'analyse de texte et l'utilisation de texte. Ces méthodes offrent aux étudiants (et aux autres apprenants) la capacité de s’engager pleinement dans les médias, mais améliorent également la façon dont l’individu est en mesure de relier le texte numérique à ses expériences vécues.van Dijk, J (2005).

## Compétences duXXIesiècle
L'alphabétisation numérique requiert certaines compétences de nature interdisciplinaire. Warschauer et Matuchniak (2010) énumèrent trois ensembles de compétences, appelées compétences du XXIe siècle, que les individus doivent maîtriser pour maîtriser le numérique : information, médias et technologie ; compétences d'apprentissage et d'innovation ; et compétences de vie et de carrière. Pour acquérir des compétences dans les domaines de l’information, des médias et de la technologie, il est nécessaire d’acquérir des compétences en informatique, en informatique et en TIC. Compris dans les compétences d’apprentissage et d’innovation, il doit également être capable d’exercer sa créativité et son innovation, sa pensée critique et sa résolution de problèmes, ainsi que ses compétences en communication et en collaboration (les «Quatre C de l’apprentissage du 21e siècle»). Pour être compétent en compétences de vie et de carrière, il est également nécessaire de pouvoir faire preuve de flexibilité et d’adaptabilité, d’initiative et de maîtrise de soi, de compétences sociales et interculturelles, de productivité et de responsabilité, de leadership et de responsabilité.
Aviram & Eshet-Alkalai soutiennent qu'il existe cinq types d'alphabétisme qui sont englobés dans le terme générique d'alphabétisation numérique.
- L'alphabétisation photo-visuelle est la capacité de lire et de déduire des informations à partir de visuels.
- La maîtrise de la reproduction est la capacité d'utiliser la technologie numérique pour créer un nouveau travail ou combiner des travaux existants pour en faire votre propre.
- La ramification de l'alphabétisation est la capacité de naviguer avec succès dans le média non linéaire de l'espace numérique.
- La maîtrise de l'information est la capacité de rechercher, localiser, évaluer et évaluer de manière critique les informations trouvées sur le Web et dans les bibliothèques.
- L'alphabétisation socio-émotionnelle fait référence aux aspects sociaux et émotionnels de la présence en ligne, que ce soit par la socialisation, la collaboration ou simplement la consommation de contenu.

## Applications de la culture numérique

### Dans l'éducation
Les écoles mettent continuellement à jour leurs programmes pour suivre le rythme des progrès technologiques. Cela inclut souvent des ordinateurs en classe, l’utilisation de logiciels éducatifs pour l’enseignement des programmes d’enseignement et la mise à disposition en ligne du matériel pédagogique mis à la disposition des étudiants. Les élèves acquièrent souvent des compétences en littératie, notamment sur la vérification de sources crédibles en ligne, la citation de sites Web et la prévention du plagiat dans un monde technologique. Google et Wikipédia sont fréquemment utilisés par les étudiants "pour la recherche sur la vie quotidienne" et ne sont que deux outils communs facilitant l'éducation moderne. La technologie numérique a eu un impact sur la manière dont le matériel est enseigné en classe. Avec l'utilisation croissante de la technologie au cours de la dernière décennie, les éducateurs renforcent les formes traditionnelles d'apprentissage avec l'alphabétisation numérique par le biais de différentes plateformes . Plusieurs sites Web participent à ces efforts, tels que Google Documents, Prezi et Easybib. Chaque service a aidé les étudiants en leur enseignant la collaboration, leur permettant d’utiliser des modèles de présentation créatifs et prédéfinis, et en aidant à générer des citations dans n’importe quel format. De plus, les éducateurs se sont également tournés vers les plateformes de médias sociaux tels que Twitter, Facebook, Edmodo, Schoology et même Instagram pour communiquer et partager des idées les uns avec les autres.De nouvelles normes ont été mises en place car la technologie numérique a augmenté les salles de classe. De nombreuses salles de classe ont été conçues pour utiliser des smartboards et des systèmes de réponse du public en remplacement des ardoises et des tableaux blancs traditionnels.

### Écriture numérique
La professeure Suzanne Mckee-Waddell de l'Université du sud du Mississippi a conceptualisé l'idée de la composition numérique en tant que capacité à intégrer de multiples formes de technologies de communication et de recherche afin de mieux comprendre un sujet. La composition numérique permet aux éducateurs et aux étudiants de rester connectés grâce à des techniques d'enseignement modernes. L'écriture numérique en particulier est un nouveau type de composition numérique enseignée de plus en plus au sein des universités. L'écriture numérique est une pédagogie centrée sur l'impact de la technologie sur divers environnements d'écriture ; ce n'est pas simplement le processus d'utilisation d'un ordinateur pour écrire. Plutôt que la perspective imprimée traditionnelle, l'écriture numérique permet aux étudiants d'explorer les technologies modernes et d'apprendre comment différents espaces d'écriture affectent la signification, le public et la lisibilité du texte. Les éducateurs en faveur de l'écriture numérique soutiennent que cela est nécessaire car «la technologie modifie fondamentalement la manière dont l'écriture est produite, fournie et reçue ».
L'objectif de l'enseignement de l'écriture numérique est de permettre aux étudiants d'accroître leur capacité à produire une information pertinente et de qualité, au lieu d’un simple papier académique.
L’utilisation de l’hypertexte est un aspect de l’écriture numérique. Contrairement au texte imprimé, l’hypertexte invite le lecteur à explorer les informations de manière non linéaire. L'hypertexte est constitué d'un texte traditionnel et de liens hypertexte qui envoient le lecteur à d'autres textes. Ces liens peuvent renvoyer à des termes ou à des concepts apparentés (tel est le cas sur Wikipédia) ou permettre aux lecteurs de choisir l’ordre dans lequel ils ont été lus. Le processus d'écriture numérique exige du compositeur qu'il prenne des "décisions concernant la liaison et l'omission" uniques. Ces décisions "soulèvent des questions sur les responsabilités de l'auteur à l'égard du [texte] et de son objectivité".

### En société
L'alphabétisation numérique est présente dans la société en permettant aux gens de communiquer via diverses plateformes numériques. L'alphabétisation dans les services de réseaux sociaux et les sites Web 2.0 aide les utilisateurs à rester en contact avec les autres, à transmettre des informations ponctuelles et même à acheter et vendre des biens et des services. L'alphabétisation numérique peut également empêcher les utilisateurs de tirer parti de l'internet, car la manipulation de photos, les fraudes par courrier électronique et l'hameçonnage peuvent souvent tromper les analphabètes numériques, ce qui coûte de l'argent aux victimes et les rend vulnérables au vol d'identité. Cependant, ceux qui utilisent la technologie et Internet pour commettre ces manipulations et actes frauduleux possèdent les capacités de base de connaissances numériques pour tromper les victimes en comprenant les tendances techniques et les cohérences; Il devient important de maîtriser le numérique pour toujours penser à une longueur d'avance dans l'utilisation du monde numérique.
Avec l'émergence des médias sociaux, les personnes alphabétisées en informatique ont désormais une voix majeure en ligne. Des sites Web tels que Facebook et Twitter, ainsi que des sites Web personnels et des blogs, ont permis un nouveau type de journalisme, subjectif, personnel, et "représentant une conversation mondiale reliée par le biais de sa communauté de lecteurs" [23]. Interactivité de groupe entre les alphabétisés numériques. Les médias sociaux aident également les utilisateurs à établir une identité numérique ou une "représentation numérique symbolique des attributs de l'identité". Sans la culture numérique ni l'aide de quelqu'un qui sait lire et maîtriser le numérique, on ne peut posséder une identité numérique personnelle (elle est étroitement liée au Web). l'alphabétisation).
Les recherches ont montré que les différences de niveau de littératie numérique dépendent principalement de l'âge et du niveau d'éducation, tandis que l'influence du genre diminue (Hargittai, 2002; van Dijk, 2005; van Dijk et van Deursen, 2009). Parmi les jeunes, la culture numérique occupe une place importante dans sa dimension opérationnelle. Les jeunes se déplacent rapidement dans l'hypertexte et se familiarisent avec différents types de ressources en ligne. Cependant, les compétences pour évaluer de manière critique le contenu trouvé en ligne montrent un déficit (Gui et Argentin, 2011).

### Dans l'effectif
La loi de 2014 sur l'innovation et les perspectives d'emploi dans la main-d'œuvre (WIOA) définit les compétences en littératie numérique comme une activité de préparation de la main-d'œuvre [25]. Ceux qui sont alphabétisés en numérique ont plus de chances d'être économiquement en sécurité, car de nombreux emplois nécessitent une connaissance pratique de l'informatique et d'Internet pour effectuer des tâches de base.
Les emplois de cols blancs sont aujourd'hui principalement exécutés sur des ordinateurs et des appareils portables. Bon nombre de ces emplois requièrent une preuve d’alphabétisation numérique pour être embauchés ou promus. Parfois, les entreprises administreront leurs propres tests à leurs employés, ou une certification officielle sera requise.
Alors que la technologie est devenue moins chère et plus facilement disponible, de plus en plus d'emplois de cols bleus ont également nécessité la connaissance du numérique. Les fabricants et les détaillants, par exemple, doivent collecter et analyser des données sur la productivité et les tendances du marché pour rester compétitifs. Les travailleurs de la construction utilisent souvent des ordinateurs pour accroître la sécurité des employés.
Les recruteurs d'emploi utilisent souvent des sites Web d'emploi pour trouver des employés potentiels, renforçant ainsi l'importance de la culture numérique pour obtenir un emploi. LinkedIn est l’un des sites d’emploi les plus populaires, dans lequel les professionnels peuvent entrer en contact avec d’autres personnes de leur domaine, rechercher des opportunités d’emploi ou émettre des indices sur les emplois dont ils pourraient avoir besoin.
Posséder des connaissances numériques avancées et compétentes constitue une compétence essentielle permettant aux individus de rivaliser sur le marché du travail. Sur le plan social, il est devenu presque nécessaire de posséder un certain niveau de culture numérique à tous les niveaux d'emploi, car la société est devenue une technologie basée sur la technologie et continuera à l'être.

## Fracture numérique
Article principal:fracture numérique
L'alphabétisation numérique et l'accès numérique sont devenus des différenciateurs concurrentiels de plus en plus importants pour les personnes qui utilisent Internet de manière significative. Réduire les divisions économiques et développementales dépend dans une large mesure de l’accroissement de la culture numérique et de l’accès numérique pour les personnes qui ont été laissées pour compte par les révolutions des technologies de l’information et de la communication (TIC).
Une recherche publiée en 2012 a révélé que la fracture numérique, telle que définie par l'accès aux technologies de l'information, n'existe pas chez les jeunes aux États-Unis. Les jeunes de toutes races et ethnies déclarent être connectés à Internet à des taux allant de 94 à 98 %. Il subsiste toutefois un écart d'opportunités civiques, les jeunes issus de familles plus pauvres et ceux fréquentant des écoles à statut socio-économique inférieur ont moins de chances de trouver la possibilité d'appliquer leurs connaissances numériques à des fins civiques.
L’informatique communautaire recoupe dans une large mesure l’alphabétisation numérique, car elle vise non seulement à garantir l’accès non seulement aux TIC au niveau communautaire, mais également, selon Michael Gurstein, à ce que les moyens soient utilisés pour "une utilisation efficace" des TIC au service de la collectivité sont disponibles. La culture numérique est, bien entendu, l’un des éléments importants de ce processus.
L'Alliance mondiale des Nations unies pour les TIC et le développement (GAID) cherche à résoudre cet ensemble de problèmes aux niveaux international et mondial. De nombreuses organisations (par exemple, Per Scholas pour les communautés mal desservies aux États-Unis et InterConnection pour les communautés mal desservies du monde ainsi que les États-Unis) s’attachent à répondre à cette préoccupation aux niveaux national, local et communautaire.

### Définition
Les journalistes, les universitaires et les agences gouvernementales ont largement abordé la fracture numérique pour la première fois dans les années 1990. La fracture numérique a été utilisée pour faire la distinction entre l'accessibilité numérique des groupes riches et celle des groupes à faible revenu.Jessamyn C. West définit la fracture numérique comme le fossé séparant les individus qui peuvent ou ne peuvent pas facilement accéder à la technologie, ou les nantis et les démunis.La fracture numérique met en évidence les privilèges dont disposent les individus pour accéder à la technologie.
S'appuyant sur la définition de la fracture numérique, Howard Besser affirme que la fracture numérique signifie plus que l'accès technologique entre les nantis et les démunis. La fracture numérique englobe des aspects tels que la maîtrise de l'information, la pertinence du contenu et l'accès au contenu. Au-delà de l'accès, une fracture numérique existe entre ceux qui ont la capacité d'appliquer la pensée critique à la technologie.La maîtrise de la langue et de l'anglais crée également un obstacle à la fracture numérique, la plupart des contenus en ligne étant rédigés en anglais. La fracture numérique comprend un fossé entre les individus qui ont la capacité de créer du contenu numérique ou qui ne sont que des consommateurs.

### Facteurs socio-économiques
En 1994, le département du Commerce des États-Unis a commencé à enquêter sur les causes de la fracture numérique. L'administration nationale des télécommunications et de l'information (NTIA) a mené l'enquête Falling Through the Net. La NTIA a découvert que de nombreux facteurs socio-économiques, tels que le revenu, la situation géographique, l'âge et l'éducation, constituaient les forces motrices de la fracture numérique. Les personnes plus âgées, moins scolarisées et à faible revenu étaient moins susceptibles de posséder un téléphone ou un ordinateur à la maison.
La NTIA a mené une deuxième enquête en 1999 et a constaté que les statistiques sur la fracture numérique se sont améliorées. La possession d'un ordinateur et l'accès à Internet ont augmenté dans tous les groupes démographiques et toutes les zones géographiques. Cependant, la recherche a révélé que certains groupes progressaient plus rapidement en ce qui concerne l'accès à Internet. Ceux qui avaient facilement accès à la technologie devenaient de plus en plus riches en informations que le groupe de non-mieux. La recherche a révélé que les facteurs socio-économiques relevés dans la première enquête étaient toujours présents dans la fracture numérique, bien que l’accès aux ordinateurs et l’utilisation d’Internet aient augmenté.

### Natifs numériques et immigrants numériques
Marc Prensky a inventé et popularisé les termes natifs numériques et immigrants numériques. Selon Marc Prensky, un natif du numérique est un individu né à l'ère numérique. Un immigrant numérique désigne une personne qui adopte la technologie plus tard dans la vie. Ces termes aident à comprendre les problèmes liés à l’enseignement de la culture numérique, mais le simple fait d’être un natif du numérique ne permet pas d’alphabétiser numériquement.
Les immigrants numériques, bien qu’ils s’adaptent à la même technologie que les autochtones, possèdent une sorte d’accent qui les empêche de communiquer comme les autochtones. En fait, les recherches montrent qu'en raison de la nature malléable du cerveau, la technologie a changé la façon dont les étudiants d'aujourd'hui lisent, perçoivent et traitent les informations.Cela signifie que les éducateurs d'aujourd'hui peuvent avoir du mal à trouver des méthodes d'enseignement efficaces pour les natifs numériques. Les immigrants numériques pourraient s'opposer à l'enseignement de la littératie numérique, car ils ne l'ont pas été eux-mêmes. Marc Prensky pense qu'il s'agit d'un problème, car les étudiants d'aujourd'hui parlent une nouvelle langue que les éducateurs ne comprennent pas.
Les statistiques et les représentations populaires des personnes âgées les décrivent comme des immigrants numériques. Par exemple, le Canada a constaté en 2010 que 29 % de ses citoyens âgés de 75 ans et plus et que 60 % de ses citoyens âgés de 65 à 74 ans avaient navigué sur Internet au cours du mois écoulé [36]. Inversement, l'activité Internet a atteint près de 100 % chez les 15 à 24 ans. Eugene Loos identifie les hypothèses les plus courantes sur les technologies numériques et les personnes âgées, qui contribuent toutes à les décrire comme des immigrants numériques et à perpétuer l'âgisme numérique.Les personnes âgées peuvent être considérées comme un groupe homogène, cependant, ce groupe ne veut pas ou ne peut pas utiliser les sources d'informations numériques.Eugene Loos affirme que ce n'est pas un problème, car avec le temps, ces générations seront remplacées par de nouvelles générations qui n'ont aucun problème avec les technologies numériques. En effet, des recherches récentes suggèrent de nombreuses variations dans les connaissances numériques des adultes âgés, en fournissant une typologie en six catégories: non-utilisateurs (la catégorie la plus petite), réticents, appréhensifs, utilisateurs de base, go-getters et utilisateurs avisés. Il ne semble pas exister de lien étroit entre l'utilisation et les compétences numériques, bien que les adultes plus âgés aient tendance à dénigrer leur niveau d'alphabétisation par rapport aux générations plus jeunes.
Bien que Marc Prensky soit reconnu comme l'initiateur des natifs numériques et des immigrants numériques parce qu'il a popularisé les concepts, le poète et cyberlibertarien John Perry Barlow et le théoricien des médias Douglas Rushkoff ont également été cités pour avoir inventé ces termes.John Perry Barlow a utilisé les concepts de sa déclaration intitulée Déclaration de l'indépendance du cyberespace pour le Forum économique mondial de 1996 à Davos. La poésie de John Perry Barlow montre le fossé générationnel qui s'est creusé avec l'avènement de la technologie. John Perry Barlow a suggéré de façon métaphorique que les enfants sont des natifs du monde numérique en pleine croissance et que les parents ont peur du fossé croissant générationnel en matière de technologie.Douglas Rushkoff a utilisé les concepts de natif numérique et d'immigrant numérique dans son livre « Playing the Future ». Douglas Rushkoff loue les progrès des enfants et la compétence croissante avec la technologie et qualifie les jeunes d’origine numérique.
Selon Ahn, Juyeon et Jung, Yoonhyuka,un natif du numérique est quelqu'un qui a grandi avec les technologies. Par exemple, un téléavertisseur, le premier téléphone portable et un ordinateur cube surdimensionné. Ils ont également des conceptions différentes de l'utilisation numérique. Alors que les immigrants numériques, qui ont été exposés à la technologie numérique plus tard dans la vie. Selon Prensky, "les natifs numériques" désignent la jeune génération née après les années 1980, les "immigrants numériques" désignent la génération parente de DN. Étant donné que DN développait diverses technologies numériques, elle avait tendance à adopter et à être favorable aux technologies émergentes.

### Visiteurs numériques et résidents numériques
Contrairement à Marc Prensky, David S. White a fait connaître son concept de visiteurs et de résidents numériques. En résumé, le concept est que les visiteurs ne laissent aucune trace sociale en ligne, alors que les résidents vivent une partie de leur vie en ligne. Ce ne sont pas deux catégories distinctes de personnes, mais plutôt une description d'un continuum de comportements. Il est probable que de nombreuses personnes présentent à la fois des comportements de visiteur et de résidence dans des contextes différents. Dave White a développé un outil de cartographie qui explore ce concept.

### Écart de participation
Le théoricien des médias, Henry Jenkins, a inventé le terme «écart de participation» et a distingué l’écart de participation de la fracture numérique. Selon Henry Jenkins, le déficit de participation décrit le déficit de compétences qui apparaît lorsque les individus ont différents niveaux d'accès à la technologie.Henry Jenkins déclare que les étudiants acquièrent différents ensembles de compétences en technologie s'ils n'ont accès à Internet que dans une bibliothèque ou une école. Les étudiants qui ont accès à Internet à la maison ont plus d'occasions de développer leurs compétences et ont moins de limitations, telles que les limites de temps d'ordinateur et les filtres de site Web couramment utilisés dans les bibliothèques.
Danah Boyd, qui a observé et mené des travaux sur le terrain sur des adolescents aux États-Unis, a étudié les effets de l'écart de participation. Danah Boyd a observé les différentes expériences technologiques des adolescents privilégiés et défavorisés. À New York, elle a observé une adolescente utiliser son téléphone Android pour envoyer des SMS et utiliser des applications mobiles. L’adolescente a pu utiliser la technologie pour participer aux médias sociaux, mais Internet était trop lent sur son téléphone pour effectuer ses devoirs. Bien que l’adolescente ait un accès complet à Internet, la connexion Internet lente et l’appareil mobile lui-même ont limité son expérience dans l’amélioration continue de ses compétences technologiques. L'accès limité de la adolescente à la technologie met en évidence le fossé participatif des compétences que les individus expérimentent lorsqu'ils ont un accès limité à Internet et à divers modes de technologie.

## Impact global

### Icône du globe
Les exemples et la perspective présentés dans cet article peuvent ne pas représenter une vision globale du sujet. Vous pouvez améliorer cet article, discuter du problème sur la page de discussion ou créer un nouvel article, selon le cas. (Novembre 2016)
Les responsables gouvernementaux du monde entier ont insisté sur l'importance de la culture numérique pour leur économie. Selon HotChalk, une ressource en ligne pour enseignants: « Les pays dotés de systèmes éducatifs centralisés, tels que la Chine, mènent la charge et mettent en place des programmes de formation en alphabétisation numérique plus rapidement que quiconque. Pour ces pays, les nouvelles sont bonnes ».
De nombreux pays en développement se concentrent également sur l’éducation à la numérisation numérique afin de soutenir la concurrence mondiale.
Les personnes marginalisées sur les plans économique, social et régional ont bénéficié du programme ECDL/ICDL de la Fondation ECDL grâce au financement et au soutien d’initiatives en matière de responsabilité sociale des entreprises, de subventions d’agences de développement internationales et d’organisations non gouvernementales.
Le secrétaire philippin à l'Éducation, Jesli Lapus, a souligné l'importance de la culture numérique dans l'éducation des Philippins. Il affirme que la résistance au changement est le principal obstacle à l'amélioration de l'éducation de la nation dans le monde globalisé. En 2008, Lapus a été intronisé au Temple de la renommée des champions de l'alphabétisation numérique de Certiport pour ses travaux axés sur l'alphabétisation numérique.
Une étude réalisée en 2011 par le programme de linguistique et d’applications linguistiques appliquées d’Afrique australe a observé certains étudiants universitaires sud-africains en ce qui concerne leurs connaissances numériques.Il a été constaté que leurs cours nécessitaient une certaine culture numérique, mais que très peu d’élèves avaient réellement accès à un ordinateur. Beaucoup ont dû payer les autres pour dactylographier n'importe quel travail, car leur culture numérique était presque inexistante. Les résultats montrent que la classe, l'ignorance et le manque d'expérience affectent toujours l'accès aux études dont les étudiants universitaires sud-africains pourraient avoir besoin.
En 2011, EU Kids Online a mené une étude sur le temps passé par les enfants en Europe sur l'ordinateur. Il a été constaté qu'environ 85 % des enfants européens utilisent un ordinateur sans la supervision d'un enseignant ou d'un parent, ce qui montre que ces enfants ont acquis une certaine forme de culture numérique.